# Sabine Spitz
Sabine Spitz (ur. 27 grudnia 1971 w Herrischried) – niemiecka zawodniczka specjalizująca się w kolarstwie górskim, trzykrotna medalistka olimpijska, siedmiokrotna medalistka mistrzostw świata, pięciokrotna medalistka mistrzostw świata w maratonie, wielokrotna medalistka mistrzostw Europy w cross-country i maratonie oraz wicemistrzyni świata w kolarstwie przełajowym.

## Kariera
W swoim olimpijskim debiucie, na igrzyskach w Sydney w 2000 roku zajęła dziewiąte miejsce w cross country. Cztery lata później, na igrzyskach olimpijskich w Atenach wywalczyła brązowy medal, wyprzedziły ją jedynie zwyciężczyni - Norweżka Gunn-Rita Dahle oraz druga na mecie Marie-Hélène Prémont z Kanady. Wzięła także udział w igrzyskach olimpijskich w Pekinie w 2008 roku zdobywając tytuł mistrzyni olimpijskiej. W 2012 na igrzyskach olimpijskich w Londynie zdobyła srebrny medal w kolarstwie górskim.
Pierwsze międzynarodowe sukcesy osiągnęła w 2001 roku, kiedy podczas mistrzostw świata w Vail wywalczyła brązowy medal w cross country, ulegając jedynie zwyciężczyni Alison Dunlap ze Stanów Zjednoczonych oraz drugiej na mecie Kanadyjce Alison Sydor. W tym samym roku wywalczyła także wicemistrzostwo Europy. Rok później, podczas mistrzostw świata w Kaprun ponownie wywalczyła brązowy medal, tym razem lepsze okazały się Gunn-Rita Dahle oraz Polka Anna Szafraniec. Spitz w tym sezonie zdobyła także brązowy medal mistrzostw Europy oraz srebrny medal mistrzostw Europy w maratonie MTB. Mistrzostwa świata w Lugano w 2003 roku przyniosły jej jedyny złoty medal mistrzostw świata w cross country, a rok później, na mistrzostwach Europy w Wałbrzychu, zdobyła brązowy medal, plasując się za Gunn-Ritą Dahle oraz Polką Mają Włoszczowską. To ostatnie osiągnięcie powtórzyła w 2006 i 2009 roku. W 2007 roku zdobyła aż cztery medale: złote na mistrzostwach Europy w kolarstwie górskim oraz maratonie oraz srebrne na mistrzostwach świata oraz mistrzostwach świata w maratonie. Rok później osiągnęła takie same wyniki, z wyjątkiem mistrzostw kontynentu w maratonie, podczas których tym razem nie zdobyła żadnego medalu. W 2009 roku została mistrzynią świata oraz Europy w maratonie MTB. Swój pierwszy medal w sztafecie zdobyła na mistrzostwach świata w Mont-Sainte-Anne w 2010 roku, na których zajęła drugie miejsce. W tym samym roku została także wicemistrzynią świata w maratonie, osiągnięcie to powtórzyła także w 2011 roku. Podczas mistrzostw świata w Leogang Spitz wraz z kolegami z reprezentacji zajęła trzecie miejsce w sztafecie.
W sezonach 2003 i 2005 zajmowała drugie miejsce w klasyfikacji cross country Pucharu Świata w kolarstwie górskim, a w latach 2002 i 2006 była trzecia. Wywalczyła także mistrzostwo Niemiec w kolarstwie górskim w latach 2005 i 2006, a w 2007 roku zajęła drugą pozycję.
Sabine Spitz osiągała także sukcesy w kolarstwie przełajowym. W 2005 roku na mistrzostwach świata w Stuttgarcie wywalczyła srebrny medal, ustępując jedynie swej rodaczce - Hance Kupfernagel. Jest także dwukrotną wicemistrzynią Niemiec w kolarstwie przełajowym z 2005 i 2011 roku.

## Najważniejsze osiągnięcia

### Igrzyska Olimpijskie
| Olimpiada   | Miejsce | Rok  | Konkurencja   | Rezultat |
| ----------- | ------- | ---- | ------------- | -------- |
| Ateny 2004  | Ateny   | 2004 | cross-country | Brąz     |
| Pekin 2008  | Pekin   | 2008 | cross-country | Złoto    |
| Londyn 2012 | Londyn  | 2012 | cross-country | Srebro   |

### Mistrzostwa świata w kolarstwie górskim
- 2001 – 3. miejsce (cross-country)
- 2002 – 3. miejsce (cross-country)
- 2003 – 1. miejsce (cross-country)
- 2007 – 2. miejsce (cross-country)
- 2008 – 2. miejsce (cross-country)
- 2010 – 2. miejsce (sztafeta)

### Mistrzostwa świata w kolarstwie przełajowym
- 2005 – 2. miejsce